# چابانوف
چابانوف (به لاتین: Chabanov) یک منطقهٔ مسکونی در روسیه است که در آدیغیه واقع شده‌است.